# ساتورو کوبایاشی
ساتورو کوبایاشی (ژاپنی: 小林 悟؛ زادهٔ ۲۶ اوت ۱۹۷۳) یک بازیکن فوتبال اهل ژاپن است.
از باشگاه‌هایی که در آن بازی کرده‌است می‌توان به اشگاه فوتبال اومیا آردیجا، باشگاه فوتبال ساگان توسو و باشگاه فوتبال آلبیرکس نیگاتا اشاره کرد.